# Liriomyza litorea
Liriomyza litorea är en tvåvingeart som beskrevs av Shiao och Wu 1995. Liriomyza litorea ingår i släktet Liriomyza och familjen minerarflugor.
Artens utbredningsområde är Taiwan. Inga underarter finns listade i Catalogue of Life.